# Княжевич, Владислав Максимович
Владислав Максимович Княжевич (20 (31) января 1798—28 апреля (10 мая) 1873) — русский государственный деятель, публицист и литератор пушкинского круга. Тайный советник; брат министра финансов А. М. Княжевича и писателя Д. М. Княжевича.

## Биография
Происходил из дворянского рода Княжевичей. Родился 20 (31) января 1798 года (в Петербургском некрополе указана дата 21 января) в семье казанского губернского прокурора М. Д. Княжевича.
В 1811 году был выпущен из 1-й Казанской гимназии. В молодости увлекался литературным творчеством; использовал псевдонимы: Кн—ч, В.; К—ч, В.; Я. Вместе с братом Дмитрием активно сотрудничал в петербургских журналах, был близок обществу «Арзамас», где познакомился с А. С. Пушкиным. Близостью литературных и гражданских позиций объясняется дружба Княжевичей с И. А. Крыловым, В. А. Жуковским, В. В. Измайловым, А. Х. Востоковым, Д. В. Дашковым.
В 1820-е годы братья Княжевичи издавали литературные приложения к журналу «Библиотека для чтения», «Полное собрание русских пословиц и поговорок», а Дмитрий Максимович сотрудничал в альманахах К. Рылеева «Полярная звезда». С 19 декабря 1821 года — действительный член ВОЛРС.
Имена Княжевичей надолго исчезли из литературы во время реакции, наступившей после восстания декабристов 1825 года.
На государственной службе был вице-губернатором Санкт-Петербурга, с 22 июня 1832 года — вице-губернатором Таврической губернии; был председателем симферопольской уголовной палаты. Впоследствии выполнял обязанности председателя казённых палат Таврической (до 1862 года) и Рязанской губерний. С 1853 года В. М. Княжевич был попечителем странноприимного дома Таранова-Белозерова.
Во время Крымской войны 1853—1856 активно занимался организацией оказания медицинской помощи русским участникам обороны Севастополя (1854—1855), за что был награждён. Всю осаду Севстополя заведовал Сердобольными вдовами и Сёстрами Крестовоздвиженской общины.
С 16 сентября 1839 года — действительный статский советник, с 26 января 1862 года — тайный советник; 22 августа 1846 года получил знак отличия беспорочной службы за XXX лет.
Активно помогал своему брату Дмитрию в его просветительской работе, присылая для его «Одесского альманаха» стихотворные переводы, очерки о Крыме. Помещались в этих изданиях иллюстраций с изображениями крымских памятников. «Россия мало известна русским», — с горечью констатировал В. М. Княжевич в «Очерках Южного берега Крыма» («Одесский альманах», 1839 год). Он приглашал читателей совершить путешествие по Тавриде с её уникальными памятниками, богатой фауной и флорой, познакомиться с историческими памятниками, полюбоваться новой дорогой на Алушту.
В. М. Княжевич в Симферополе организовал губернскую библиотеку, был председателем благотворительного комитета, по его указанию в Таврической губернии собирались сведения для Новороссийского календаря 1843 года, составлением которого занимался Д. М. Княжевич. По преданию, В. М. Княжевич первый в Симферополе подписался на издание литературных трудов А. С. Пушкина для поддержки семьи великого поэта после его гибели. 
Историк литературы, профессор Санкт-Петербургского университета Александр Никитенко так в мемуарах охарактеризовал Княжевича: 

Вот один из немногих, у которых прекрасное сердце и ясный ум в связи с прочно установившимся возвышенным характером. Он не скоро дает себя понять. По наружности он не блестящ и как будто холоден. С первого взгляда в нем не подозреваешь ни того богатства мысли, ни той энергии в преследовании добра, ни той деликатности и полноты сердца, какими он вас изумит, когда вы поближе с ним познакомитесь. Он не спешит себя изобличить, а предоставляет вам самим открыть то, что другие так любят держать напоказ. Зато, полюбив его раз, кажется, уже никогда не разлюбишь, если только сам не перестанешь быть достойным любви.
Сохранились воспоминания жителя Симферополя инженера Шмакова о пребывании Белинского и Щепкина на даче Княжевича:

Я совершенно случайно поехал на дачу Мариино, принадлежавшую Владиславу Максимовичу Княжевичу, с которой открывался прелестный вид на Салгирскую дорогу; выйдя на террасу, выходящую в сад, я нашел там, кроме хозяина и жены его, двух гостей. Один из них был худой, тощий, видимо, страдавший грудью… Другой был толстяк самого приятного и веселого вида. Это были Белинский и Щепкин.
Умер 28 апреля (10 мая) 1873 года. Похоронен на Смоленском православном кладбище.

## Награды
- орден Св. Станислава 1-й ст. (1842)
- орден Св. Анны 1-й ст. с императорской короной (1858)
- орден Св. Владимира 2-й ст. (1864)